# Topos V

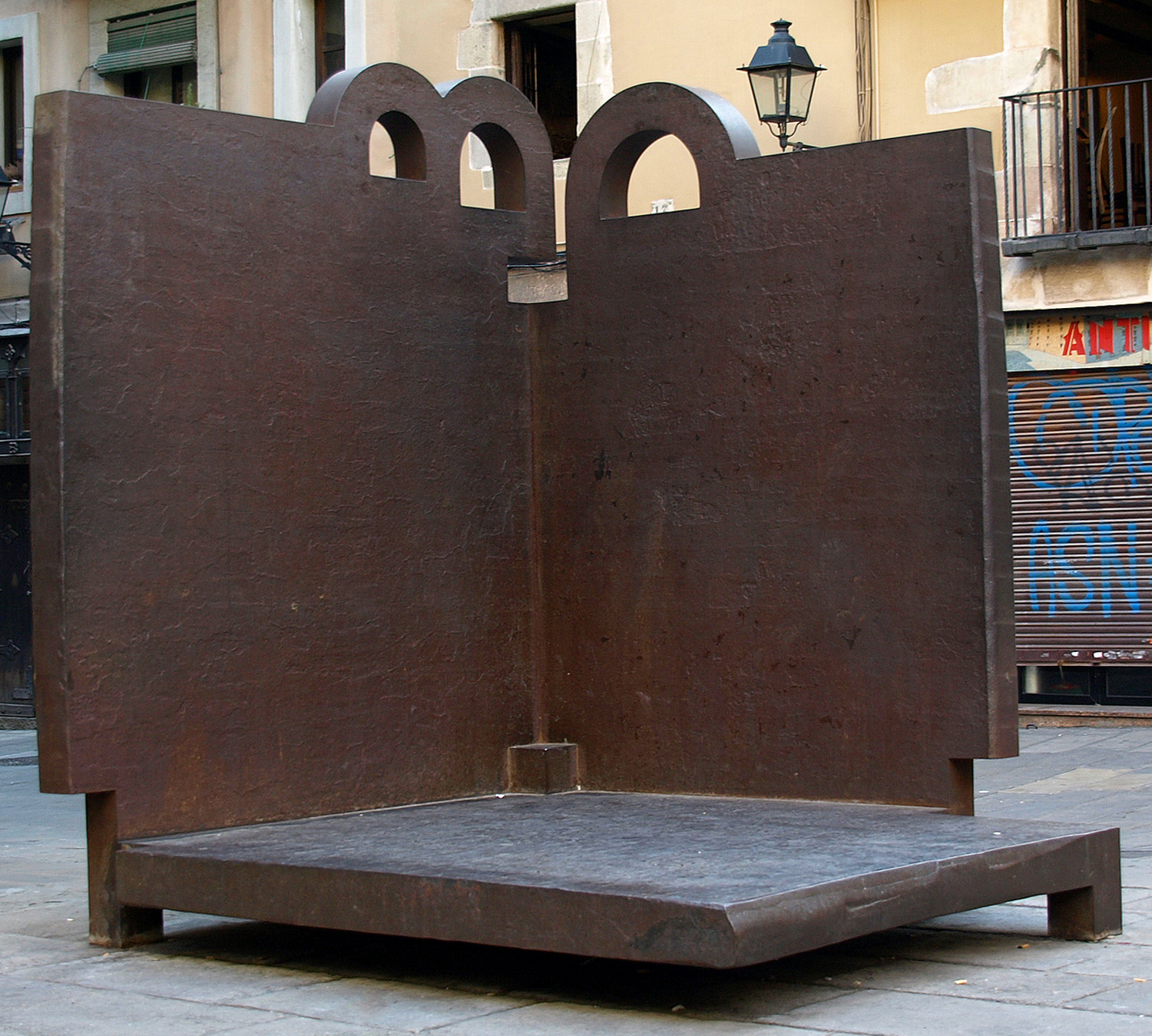
Topos V de Eduardo Chillida.

Topos V, comumente conhecida como Topos, é uma escultura do artista espanhol Eduardo Chillida Juantegui, situada no centro do bairro gótico de Barcelona, na Praça do Rei (Plaza del Rey).
Por ocasião de uma exposição da Fundação Miró dedicada à Chillida, no ano de 1986, a cidade de Barcelona adquiriu a escultura Topos V. Seguindo sugestão do próprio escultor, ela foi colocada na Praça do Rei, onde se destaca entre os edifícios medievais do Palau Reial Major, a Capela de Santa Ágata e o Museu de História, perto do qual está localizado, criando um contraste entre os séculos que separam as construções da praça com os da época da escultura.
A escultura é feita de ferro com forma geométrica de um ângulo diedro, delimitado por dois lados com acabamento de semicírculos, que se relacionam com arcos com aparentes características medievais. Suas medidas são 2,10 x 2,37 x 1,70 metros.